# Lasy miejskie w Warszawie

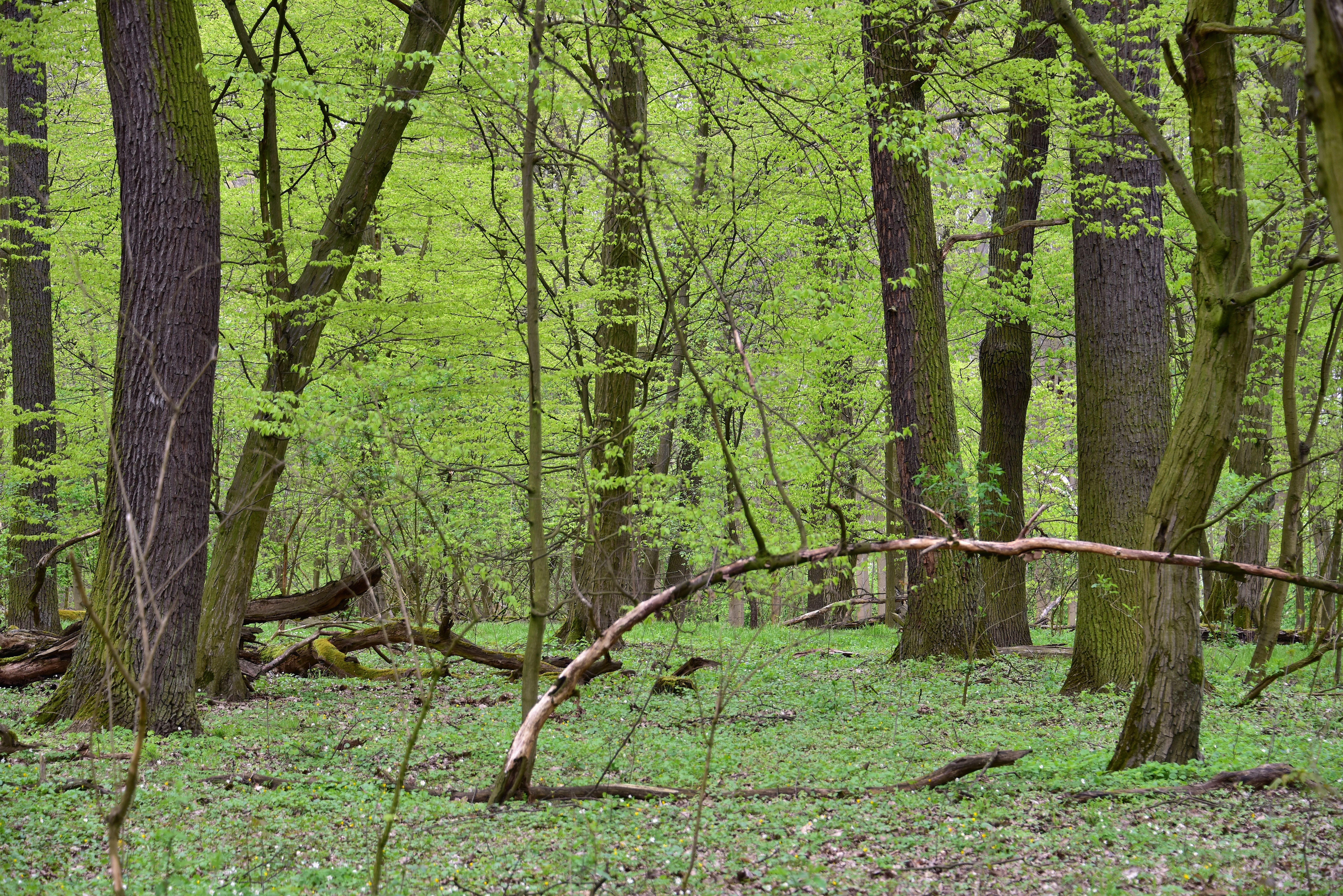
Rezerwat przyrody Las Bielański

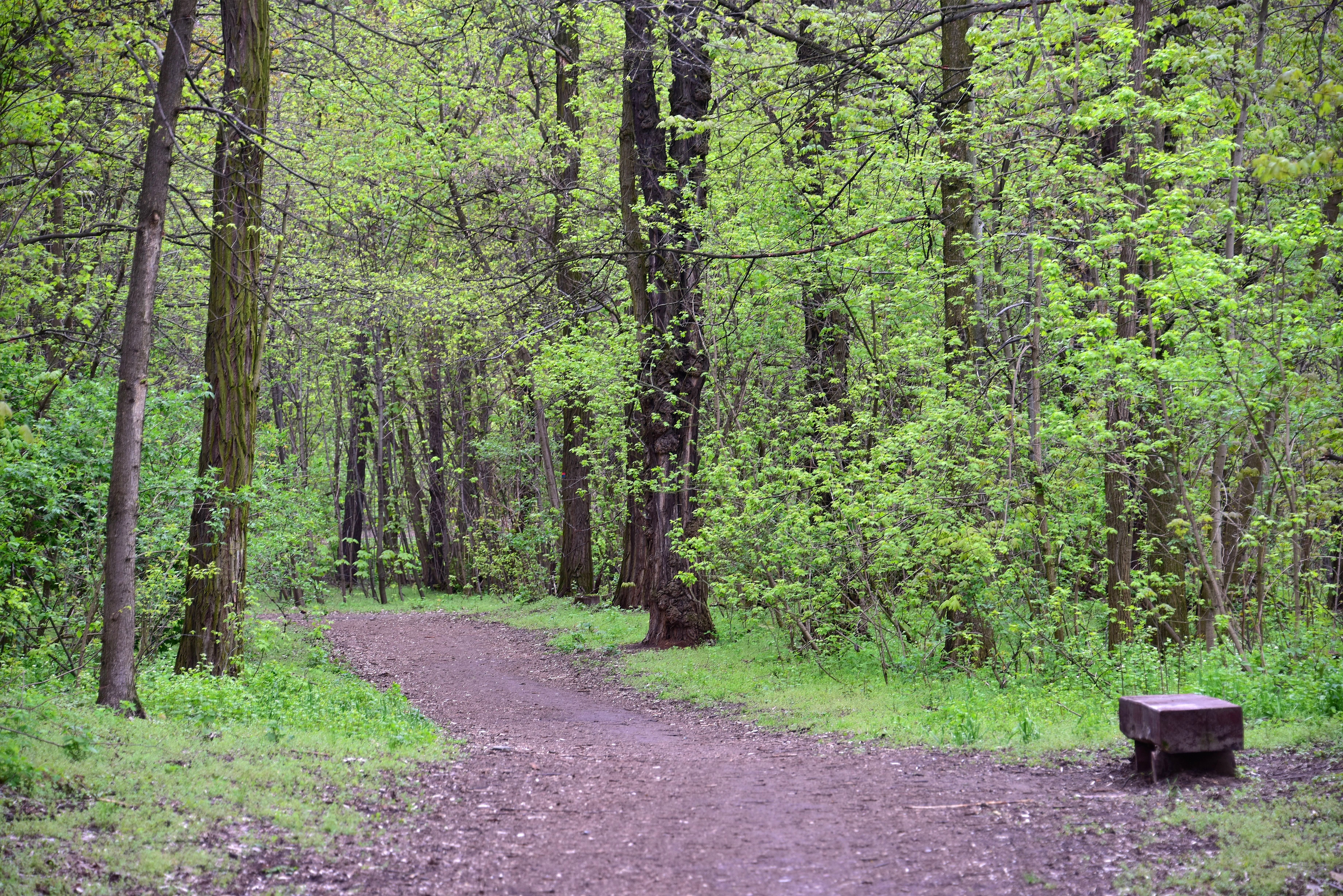
Lasek na Kole

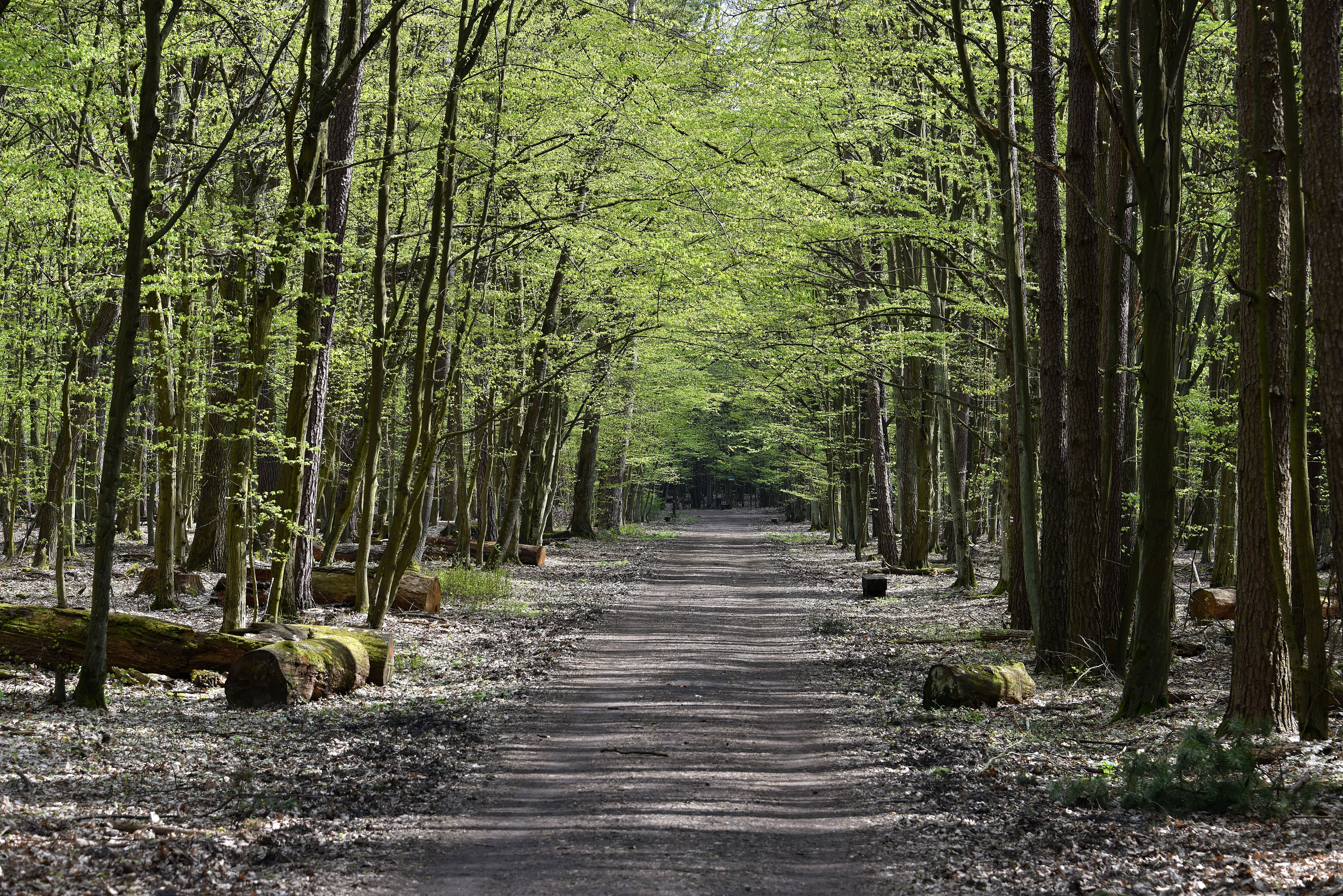
Las Kabacki

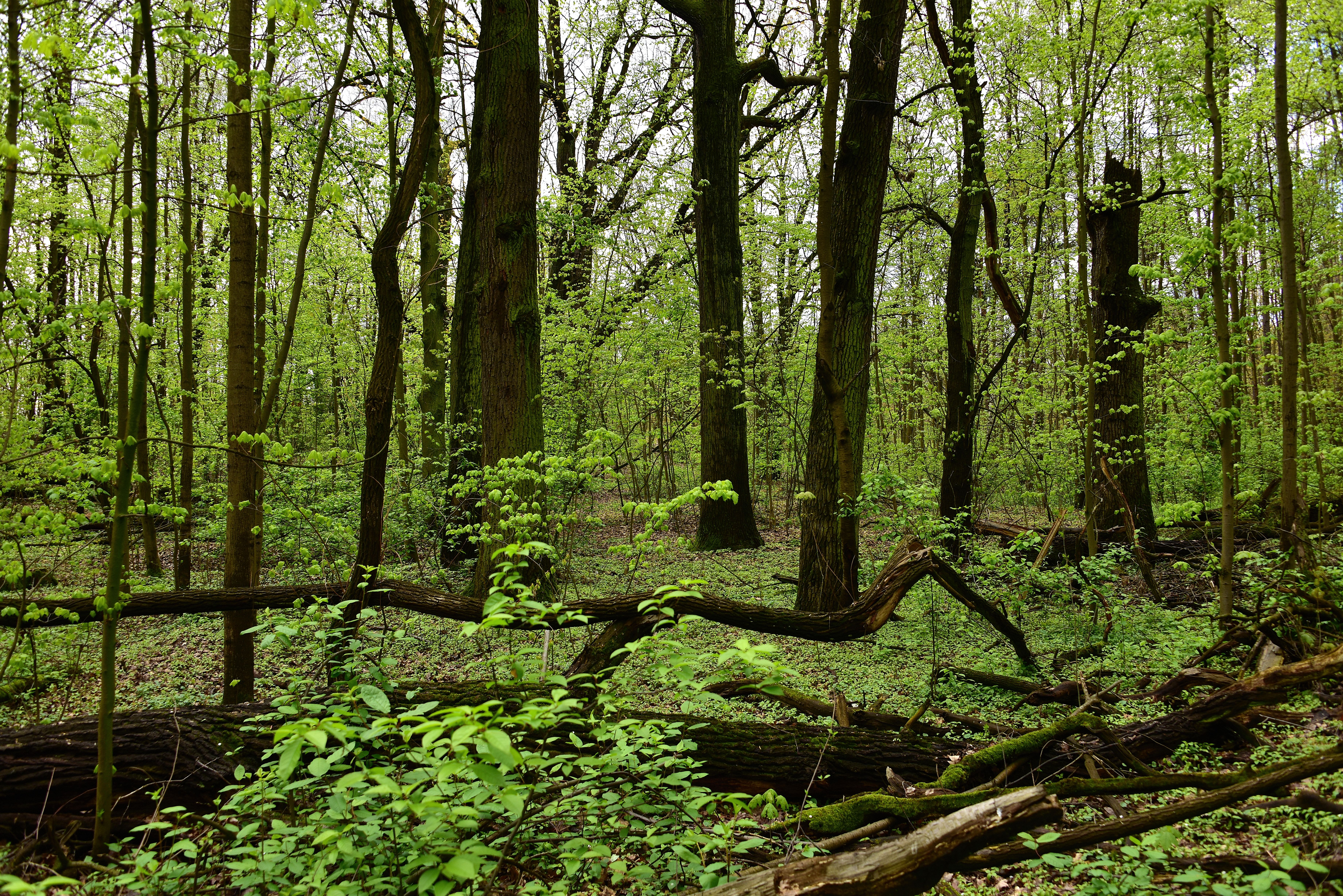
Dęby Młocińskie

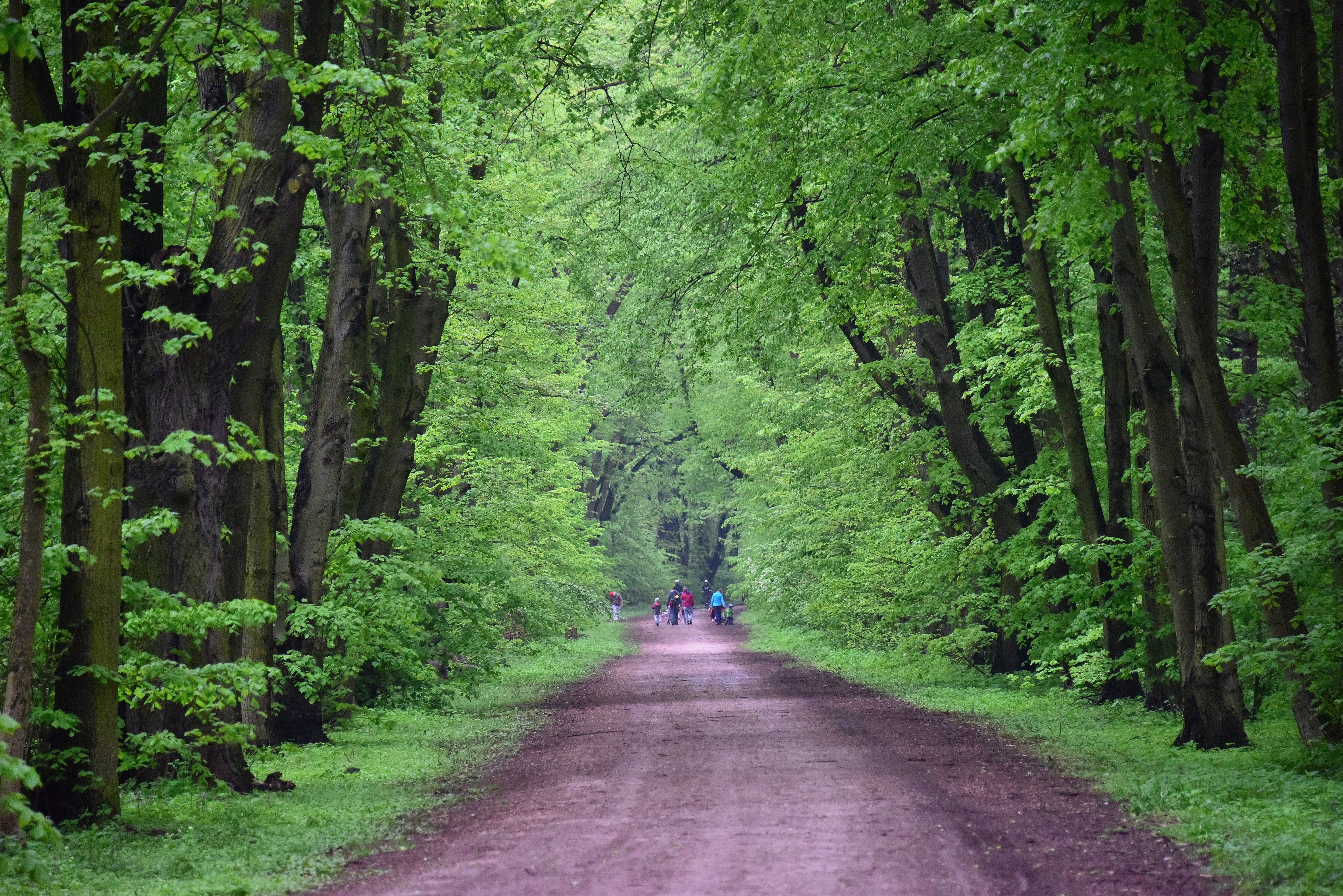
Las Młociny

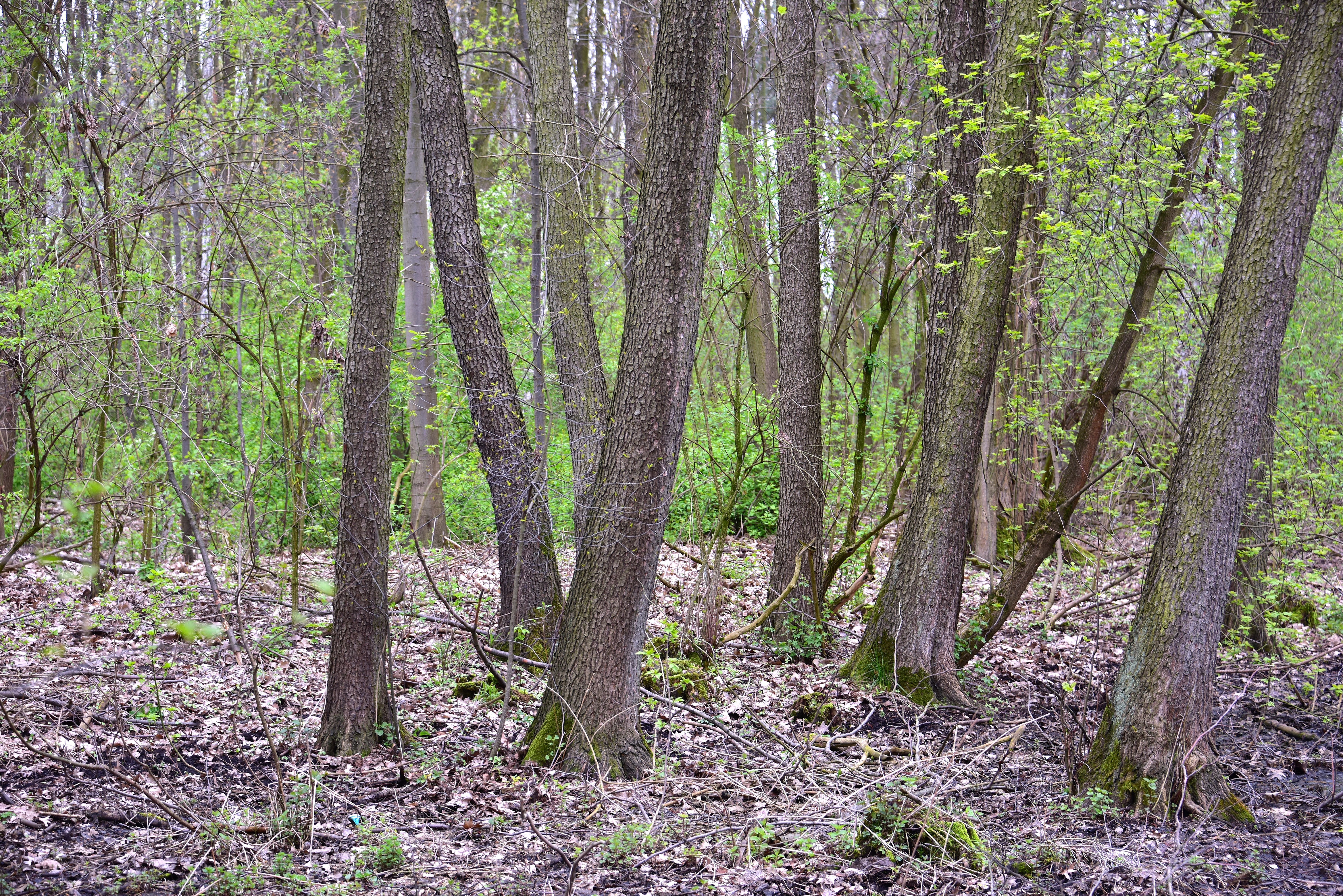
Las Bródnowski

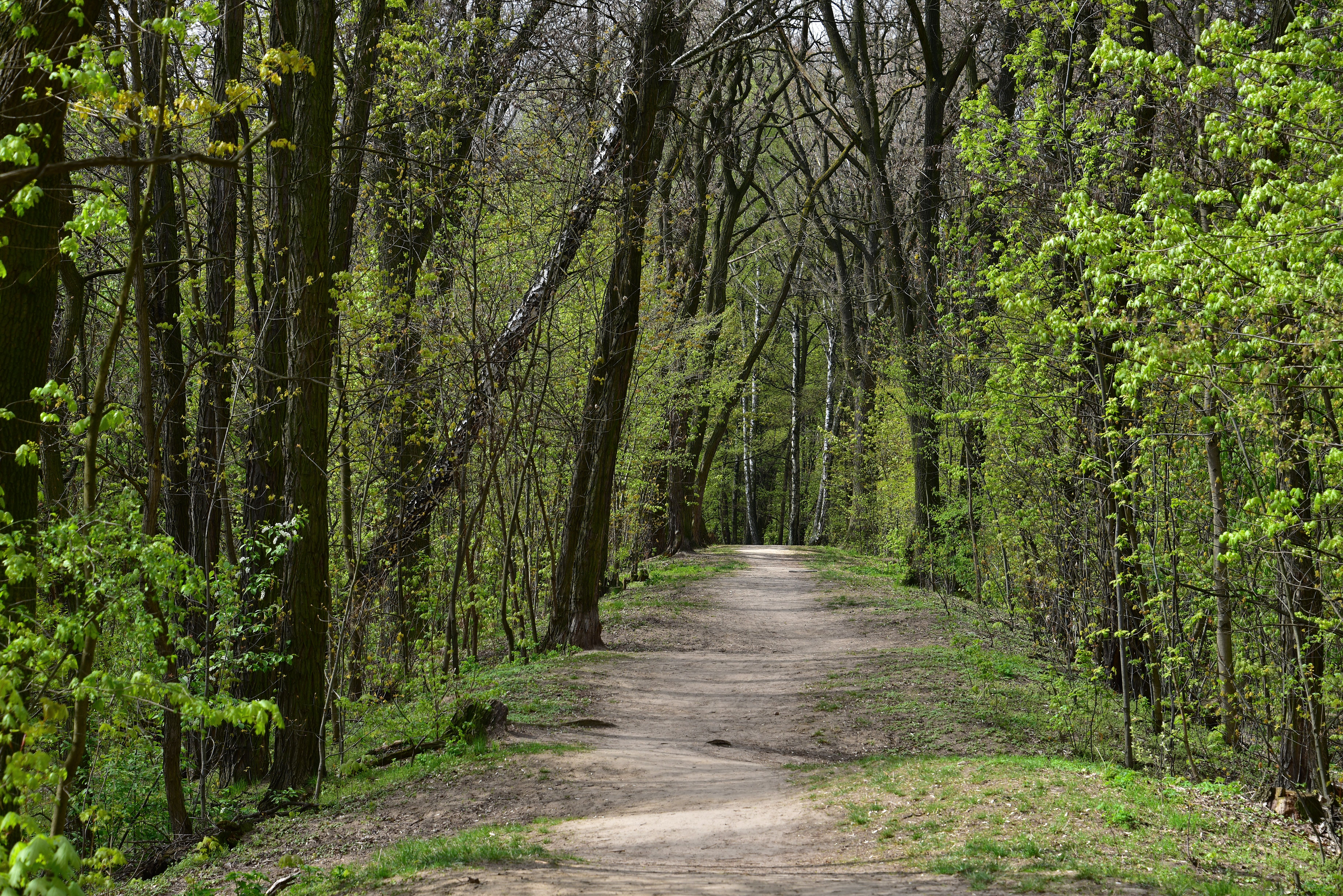
Las Lindego

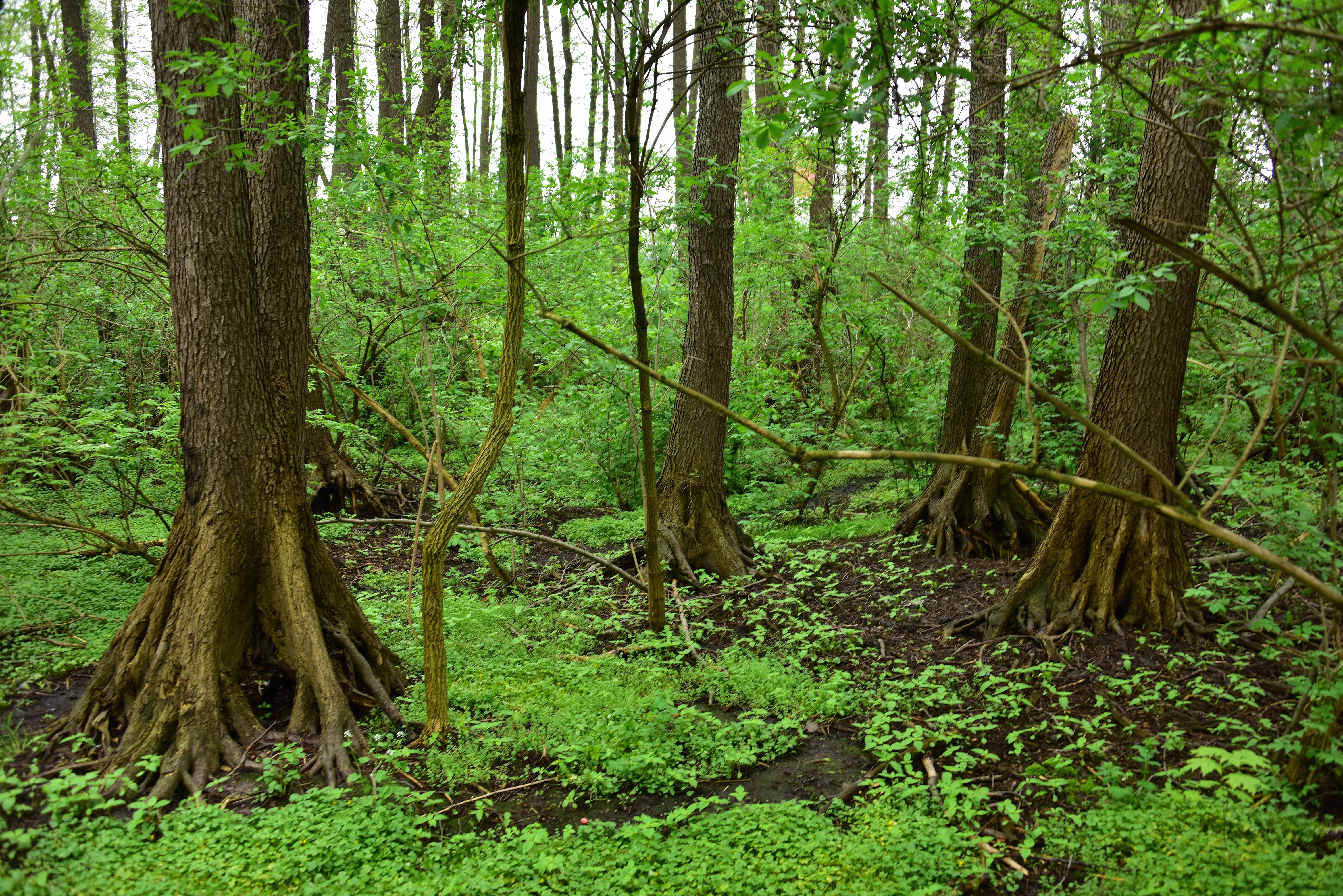
Zespół przyrodniczo-krajobrazowy Olszyna

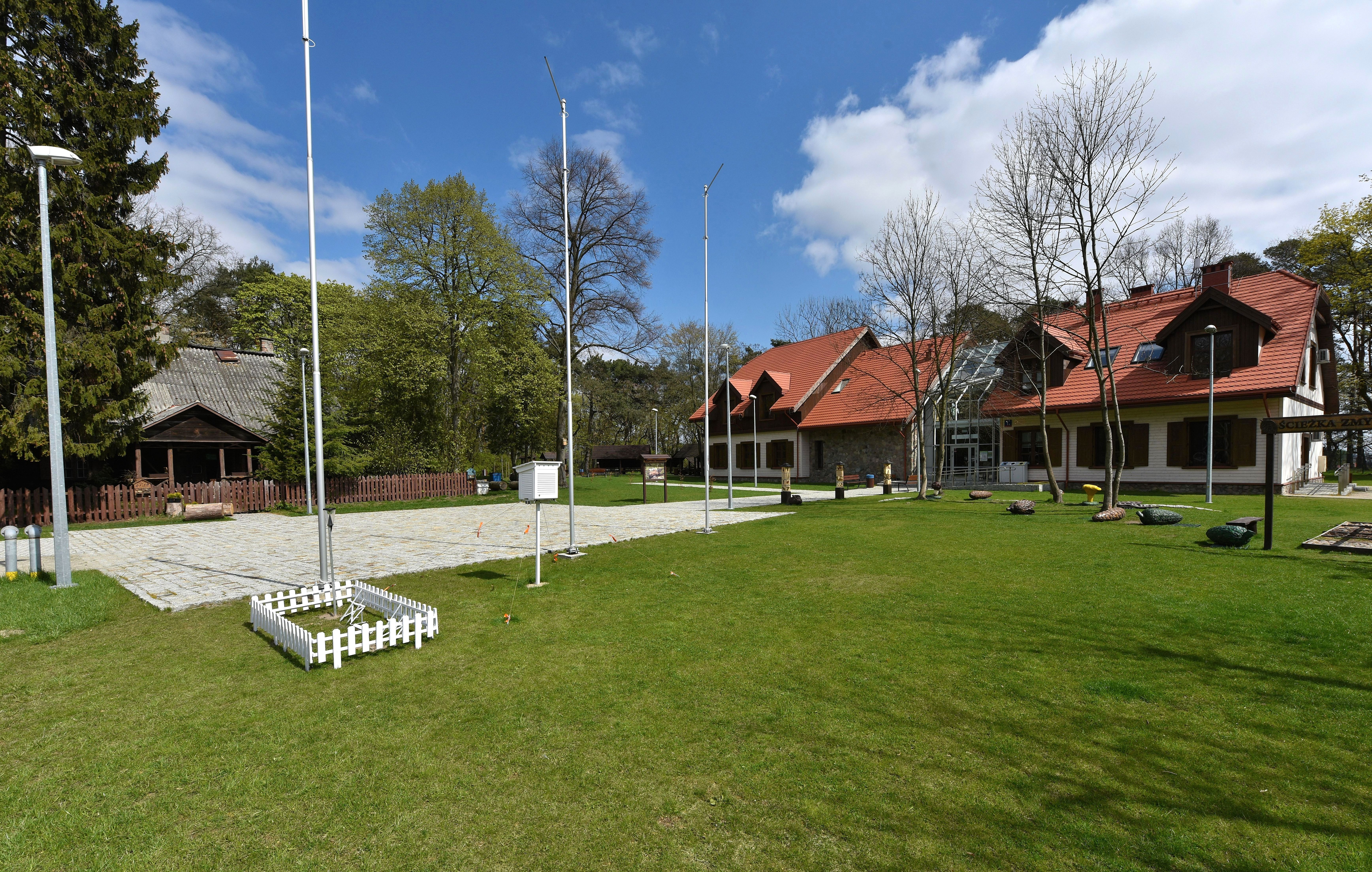
Centrum Edukacji Przyrodniczo-Leśnej Lasów Miejskich Warszawa przy ul. Rydzowej 1a

Lasy miejskie w Warszawie – kompleks lasów miejskich znajdujący się w obrębie miasta stołecznego Warszawy, zarządzany przez powołaną w 2007 roku jednostkę budżetową miasta pod nazwą Lasy Miejskie-Warszawa, pełniącą nadzór nad całością gospodarki leśnej na terenie stolicy.

## Własność
W 2020 lasy w Warszawie zajmowały blisko 7 968 ha, co stanowiło ok. 15% powierzchni miasta. Rozmieszczone są one głównie na obrzeżach miasta w 27 kompleksach.
Lasy prywatne będące pod nadzorem Prezydenta m.st. Warszawy to około 3 200 ha, lasy stanowiące własność Skarbu Państwa w zarządzie Lasów Państwowych (Nadleśnictwo Jabłonna, Nadleśnictwo Drewnica, Nadleśnictwo Celestynów, Nadleśnictwo Chojnów) to powierzchnia około 1 300 ha.

## Historia
Początki lasów miejskich w Warszawie to okres międzywojenny. W 1938 wykupiono z dóbr wilanowskich Las Kabacki na potrzeby rekreacji mieszkańców miasta. Wcześniej lasami miejskimi były już Las Bielański i Las Młociński (110 ha wykupione przez miasto już w 1907).
II wojna światowa przyczyniła się nie tylko do totalnego zniszczenia miasta, ale także zdecydowanie pogorszyła kondycję okolicznych lasów. Po zakończeniu wojny wśród architektów i urbanistów, wspieranych przez leśników, pojawiła się koncepcja zwiększenia lesistości miasta i otoczenia go zielonym pierścieniem leśnym.
Koncepcja zyskała akceptację i w 1949 r. zapadła decyzja, aby lesistość Warszawy wynosiła 23,5%.
Od roku 1950 lasy te stały się własnością Skarbu Państwa, a w 1963 zapadła decyzja o prowadzeniu odrębnej gospodarki leśnej miasta. Decyzją Ministerstwa Leśnictwa i Przemysłu Drzewnego przekazano na rzecz miasta część kompleksów leśnych z Kampinoskiego Parku Narodowego oraz Nadleśnictwa Drewnica i Jabłonna oraz lasów samorządu miejskiego. Za gospodarkę w tych lasach odpowiadało Miejskie Przedsiębiorstwo Robót Ogrodniczych (MPRO). Zgodnie z ustawą o lasach z 1991 r. z późn. zm., Minister Ochrony Środowiska Zasobów Naturalnych i Leśnictwa decyzjami z dnia 18.11.1996 r. przekazał m.st. Warszawie niektóre grunty leśne Skarbu Państwa w bezterminowe użytkowanie dla potrzeb nauki, dydaktyki i masowego wypoczynku mieszkańców.
W roku 1995 w związku ze zmianą ustroju Warszawy, Zarząd Miasta Stołecznego Warszawy obowiązki prowadzenia gospodarki leśnej i utrzymania tamże czystości przekazał Zarządowi Oczyszczania Miasta, w którym utworzono Dział Lasów. Jednocześnie grunty leśne o nieuregulowanym stanie prawnym we władaniu dawnych gmin warszawskich oraz lasy skomunalizowane zarządzane były przez gminy. W latach 1998–2002 dodatkowy nadzór nad gospodarką w lasach niebędących własnością Skarbu Państwa sprawował Starosta Warszawski. W roku 2002 zadania te przejął Prezydent m.st. Warszawy, w którego imieniu zadania te wykonuje Biuro Ochrony Środowiska. W 2007 powołano jednostkę budżetową Lasy Miejskie-Warszawa, która zarządza wszystkimi terenami leśnymi pozostającymi w gestii miasta.
W wyniku zmian granic Warszawy w latach 1951–2002, obszar miasta zwiększył się do około 512 km², a powierzchnia leśna do około 7 200 ha.

## Organizacja
Lasy miejskie składają się ogółem z 27 kompleksów leśnych (zarządzanych przez Lasy Miejskie – Warszawa, Lasy Państwowe i inne jednostki):
1. Las Dąbrówka Szlachecka oraz Las Henryków
2. Choszczówka
3. Las Białołęka Dworska
4. Tarchomin
5. Las Nowa Warszawa (zwany także Lasem Młocińskim)
6. Las Młociny (zwany także Parkiem Młocińskim)
7. Huta Warszawa
8. Dęby Młocińskie
9. Las Bemowski
10. Las Lindego
11. Las Bielański
12. Zespół przyrodniczo-krajobrazowy Olszyna
13. Lasek na Kole
14. Las Bródno
15. Las Kawęczyn
16. Las Mokry Ług
17. Olszynka Grochowska
18. Las Matki Mojej
19. Las Sobieskiego
20. Wiśniowa Góra
21. Międzylesie
22. Aleksandrów
23. Karolew
24. Rezerwat Morysin
25. Rezerwat Skarpa Ursynowska
26. Rezerwat Las Natoliński
27. Las Kabacki

W zarządzie m.st. Warszawy znajduje się 15 kompleksów leśnych podzielonych na cztery obwody leśne (3650 ha):
- Obwód leśny Bielany-Młociny (838 ha)[4]:
  - Las Bielański
  - Las Lindego
  - Las Nowa Warszawa
  - Wydma Żerańska
  - Las Młociny
  - Białołęka
  - Henryków
  - Dąbrówka

- Obwód leśny Bemowo-Koło (556 ha)[4]:
  - Lasek na Kole
  - Las Bemowo

- Obwód leśny Kabaty (903 ha)[4]:
  - Las Kabacki

- Obwód leśny Las Sobieskiego (1353 ha)[4]:
  - Las Matki Mojej
  - Olszynka Grochowska
  - Las Bródno
  - Las Sobieskiego

## Inne informacje
Lasy Miejskie – Warszawa od 2008 prowadzą Ośrodek Rehabilitacji Zwierząt. Do 2015 jego siedziba mieściła się w Ogrodzie Botanicznym w Powsinie, od grudnia 2015 przy siedzibie jednostki w kompleksie leśnym Las Sobieskiego. W maju 2015 roku zostało otwarte Centrum Edukacji Przyrodniczo-Leśnej, znajdujące się w Lesie Kabackim.